# Tomono
Tomono, initialement appelé Kagnéné (terre rouge en langue sénoufo), est une localité du Centre-Ouest de la Côte d'Ivoire, en Afrique de l'ouest. Elle fait partie des localités de la région du Béré.
Tomono est située à 29 kilomètres de la ville de Mankono et à 12,6 kilomètres de celle de Sarhala. Elle a une population estimée à plus de 11 000 habitants selon le RGPH 2014 , composée essentiellement de malinké (Kagnénéga) qui sont les autochtones (Bakayoko, Kamagaté, et Tioté). Elle dispose d'infrastructures socioéconomiques notamment trois écoles primaires publiques (EPP Tomono 1, 2 et 3) avec des classes pour la maternelle, une maternité, un centre culturel islamique, trois grandes mosquées, deux grandes églises (catholique et évangélique), une station service d'approvisionnement en essence et en gazole, deux hôtels, un grand marché ainsi que de grandes plantations (d'anacardes, d'ignames, d'arachides, de cotons).
La localité de Tomono est la locomotive du canton Kagnéné. Un projet envisage de faire de Tomono une sous-préfecture de la région du Béré. Ce projet viendra attribuer un nouveau titre à Tomono qui s'est vu retirer le titre de commune rurale.
Les réseaux de téléphonie mobiles tels que Moov CI, MTN CI et Orange CI sont accessibles à Tomono avec chacune une antenne. Le marché de Tomono est hebdomadaire et se déroule tous les samedis.
En 2017, la population de Tomono a démarré la construction de sa Sous-préfecture afin d'accompagner l'Etat dans sa politique de décentralisation.

## Histoire de Tomono
La guerre, qui a entraîné la chute du Mandé dans les années 1240 apr. J.-C., a poussé les Keïta (roi du Mandé) et les Bakayoko (Soldats et Marabouts du Mandé) à se trouver un autre territoire plus paisible. Cette quête, de nouveau territoire, les a envoyés sur les terres sénoufos de l'actuel nord de la Côte d'Ivoire.
Ayant été bien reçus par les Sénoufos, ils leur demandèrent un espace ou une terre sur laquelle ils pourraient s'installer. Les savants Sénoufos leur remirent une pointe de chasse (lance de chasse) magique qui avait pour rôle d'identifier le bon territoire ou la terre promise.
Sortis de ce village sénoufo où une alliance naquit entre les deux peuples, les Bakayoko et les Keïta passèrent leur temps à planter la lance magique dans le sol de chaque terre nouvelle. À chaque essai, la lance tombait jusqu'à ce qu'elle identifie finalement la bonne terre. Cette terre était fréquentée par un chasseur traditionnel Sénoufo (Dozo).
Les Bakayoko et les Keïta, après un entretien avec ce chasseur, trouvèrent que cette terre était inhabitée. Ils lui donnèrent, au nouveau territoire, le nom de "Kagnéné". À cette époque, il n'existait aucun village entre le fleuve Bandama et la Marahoué.
Quelques années après leur installation dans le Kagnéné, les Bakayoko partirent pour une mission hors du territoire. Pendant ce temps, les Keïta organisèrent une attaque pour conquérir de nouveaux territoires. À leur première tentative, ils perdirent plusieurs soldats et virent plusieurs d'entre eux emprisonnés. Le Roi, du kagnéné du nom de Bamafadé Keïta, organisa une attaque afin de libérer les soldats emprisonnés. Cette attaque échoua et le Roi fut parmi les prisonniers.
À leur retour, les Bakayoko, dirigés par leur guide du nom de Ayouba, organisèrent une riposte afin de les libérer. Cette attaque réussit et Ayouba Bakayoko changea le nom Keïta en "Tioté BAH" ou encore Massa "Tioté mihin".
Après cet événement, les Bakayoko deviennent influents au sein de la communauté du Kagnéné et les Keïta appelés dorénavant Tioté passèrent beaucoup de leur temps chez un vieil homme du nom de Samogo. Ce vieillard était installé à quelques minutes de marche des cases du village.
Après quelques années, les Tioté décidèrent de s'installer auprès du vieux Samogo et ce territoire fut nommé « Samogosso », c'est-à-dire le territoire de Samogo.
Samogosso est devenu la localité de Samorosso.
Le Kagnéné fut divisé en plusieurs villages et localités, à savoir :
- Tomono, le lieu de résidence des Rois du Kagnéné ;
- Todolo, le lieu conçu pour l'espionnage en cas d'attaque du territoire ;
- Babadougou qui signifie le village de notre père. C'est le lieu où résidait des fils de Tomono qui allait voir leur père ou oncle.
- Mankono qui signifie attend moi là. C'est le lieu de repos d'un groupe à la recherche de nouvelles terres ;
- Séguéla qui signifie je suis fatigué.

## Les Quartiers de Tomono
La localité de Tomono compte trois grands quartiers, à savoir :

### Séa
Séa compte deux quartiers, à savoir :
- Chélakôrô (qui signifie : L'ombre du Baobab)
- Gbénéguébala (quartier ayant en son sein un lieu de retrouvailles public)

### Yayogola
Yayogola compte trois entités, à savoir :
- Yayogola san-nan
- Yayogola dougou man
- Kamagala (qui signifie : chez les Kamagaté)
- Komagaka

### Bamanransso (qui signifie: Quartier sénoufo)
Bamanransso signifie quartier sénoufo. c'est le quartier où résident les Sénoufos de Tomono. A tomono, le Bamanransso est composé de trois campements à savoir Dossongui 1, Dossongui 2 et Camarakaha.

## Organisation de la société à Tomono
Tomono est l'une des localités de la Côte d'Ivoire à avoir un système de gestion et une organisation assez particuliers.
Les Bakayoko ont abandonné leurs pratiques guerrières au profit de l'apprentissage et de la pratique du Coran. Ils sont donc musulmans. Ce peuple a reçu plusieurs autres peuples à qui ils ont cédé des parts de terre à des kilomètres de leur lieu de résidence.
Vu leur hospitalité et leur grand cœur, les BAKAYOKO de Tomono ont reçu le grand groupe Sénoufo, Peulhs et d'autres résidents de l'UEMOA notamment les Camara, les Tioté, les Ouattara, Les Koné, les Coulibaly, les Diallo, Samaké, Diakité, etc.
La chefferie traditionnelle est assurée par les "Yayogolakas". L'imamat par les "Séakas". Les "Kamagalakas" sont reconnus pour leurs invocations exaucées.